# Казанский сельсовет (Амурская область)
Каза́нский сельсове́т — сельское поселение в Серышевском районе Амурской области.
Административный центр — село Казанка.

## История
24 января 2005 года в соответствии с Законом Амурской области № 425-ОЗ муниципальное образование наделено статусом сельского поселения.

## Население
| 2002 | 2010 | 2011 | 2012 | 2013 | 2014 | 2015 |
| ---- | ---- | ---- | ---- | ---- | ---- | ---- |
| 818  | ↘648 | →648 | ↘637 | ↘609 | ↘587 | ↗591 |
| 2016 | 2017 | 2018 | 2021 |      |      |      |
| ↘587 | ↘566 | ↘561 | ↗581 |      |      |      |

## Состав сельского поселения
| № | Населённый пункт | Тип населённого пункта       | Население |
| - | ---------------- | ---------------------------- | --------- |
| 1 | Казанка          | село, административный центр | ↘450      |
| 2 | Калиновка        | село                         | →0        |
| 3 | Липовка          | село                         | ↘71       |
| 4 | Сретенка         | село                         | ↗40       |